# チットールガル

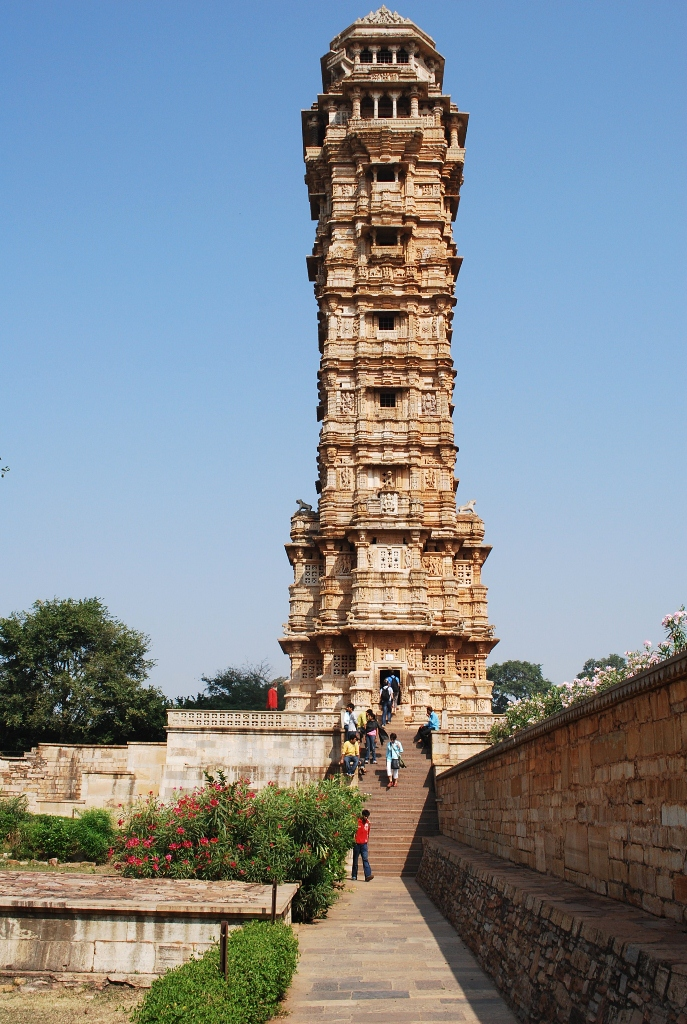
ヴィジャイ・スタンバー

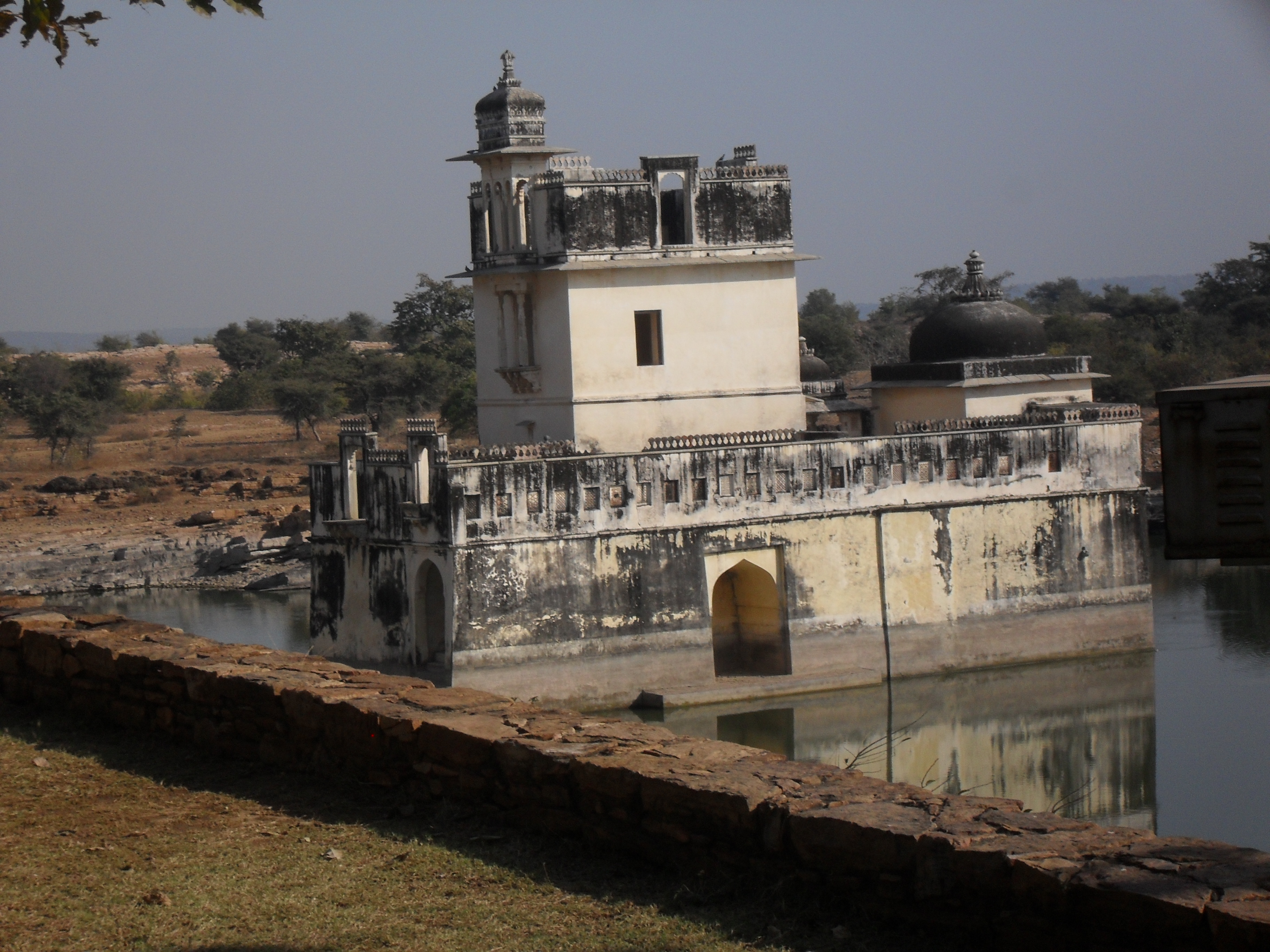
ラーニー・パドミニー宮殿

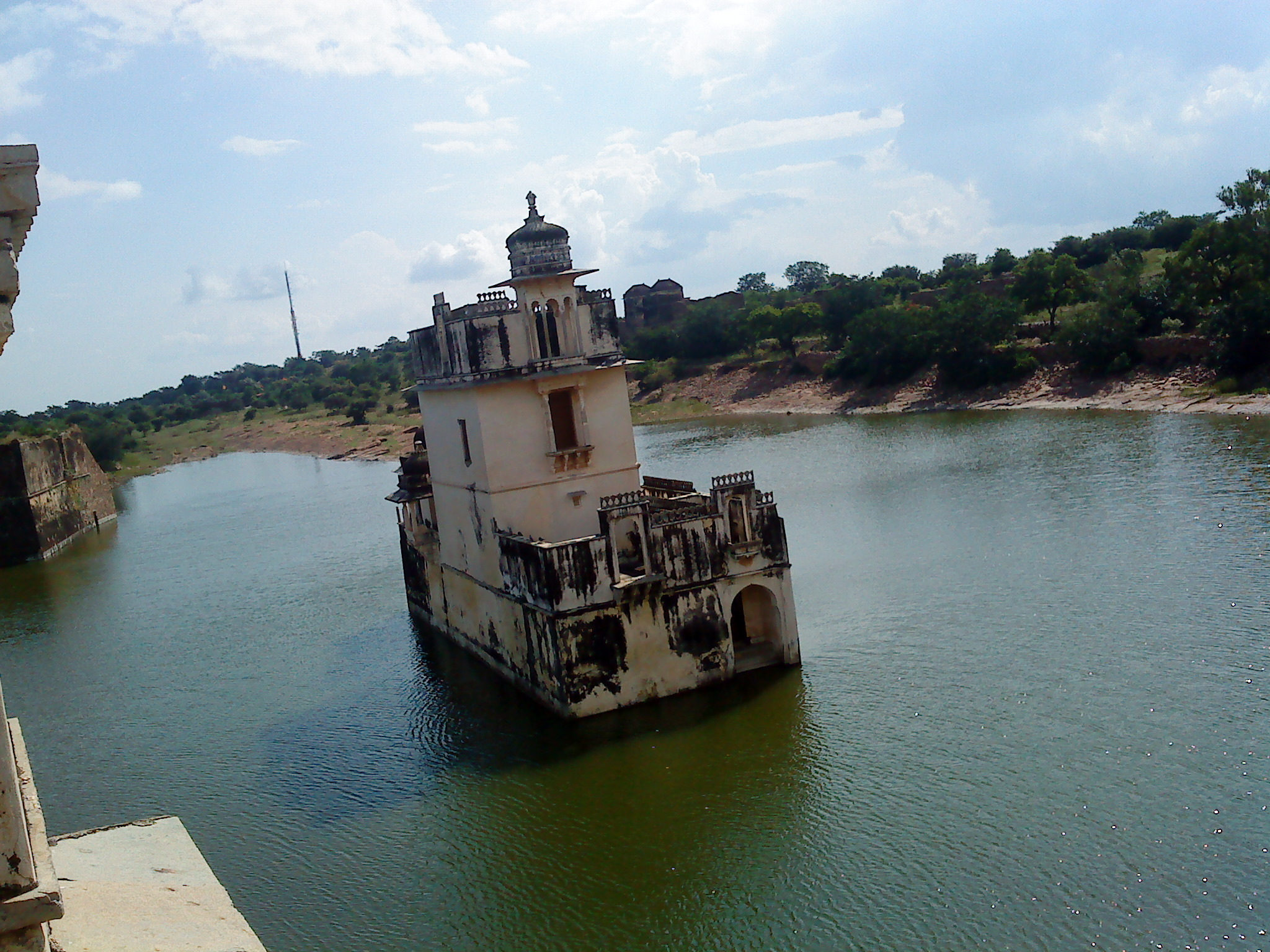
遠望からのラーニー・パドミニー宮殿

チットールガル（ヒンディー語：चित्तौड़गढ、英語：Chittorgarh）は、インドのラージャスターン州、ウダイプル県の都市。チットール、チトール、チッタウルとも呼ばれる。かつてメーワール王国の首都であった。

## 歴史
9世紀、メーワール王国の首都として定められた。
チットールガルは長らくメーワール王国の首都としてあり続け、ときにデリー・スルターン朝やグジャラート・スルターン朝に攻撃されたりもしたが、何とか持ちこたえた。
1567年から1568年にかけて、チットールガルはムガル帝国の皇帝アクバルに包囲攻撃され、数回にわたる攻防戦の末に落城した。この結果、チットールガル城は廃墟と化した。
だが、その君主ウダイ・シング2世はウダイプルへと逃げ、そこを新都に定めて造営し、帝国に対抗した。以降、ウダイプルはメーワール王国の首都であり続けた。

## Geography
チットールガルは北緯24度53分 東経74度38分 / 北緯24.88度 東経74.63度に位置している。

## Demographics
2011年の人口調査の統計では、116,409 人。